# Opernhaus Graz

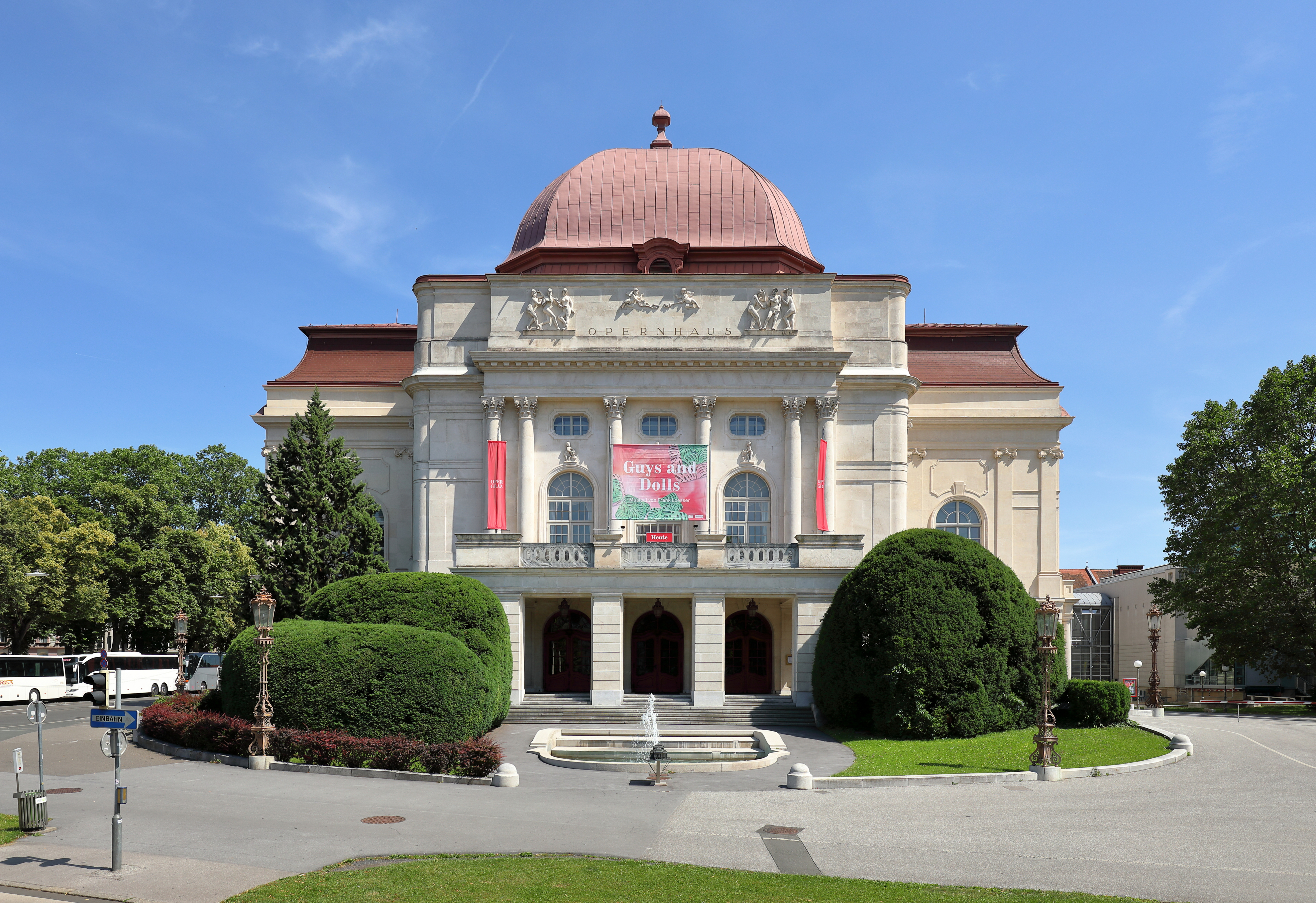
Opernhaus Graz

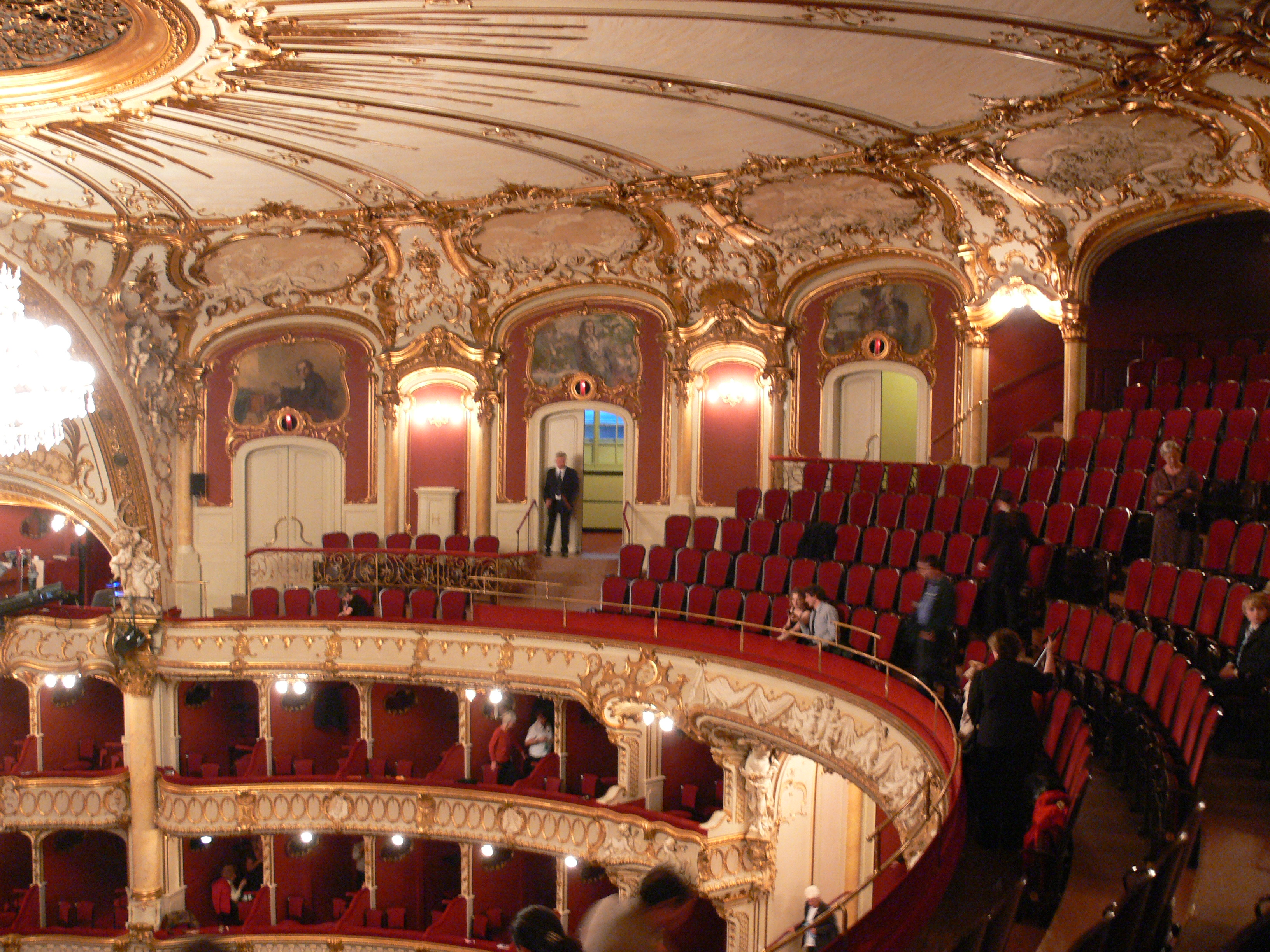
Zuschauerraum mit Galerie

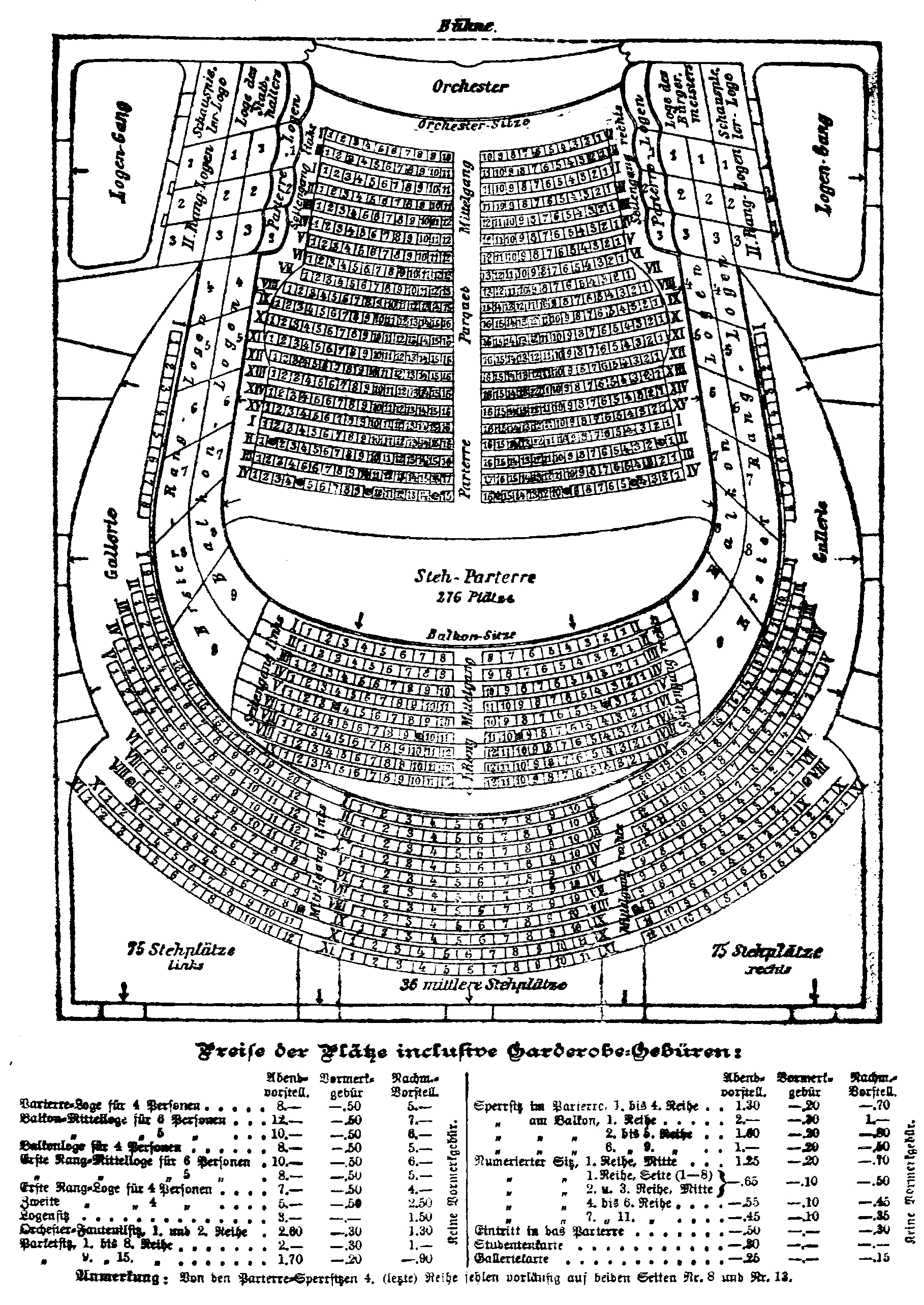
Sitzplan samt Preisen (1899)

Das Opernhaus Graz (früher auch Grazer Opernhaus) ist ein im neobarocken Stil errichteter Theaterbau, der sich am Opernring, im Zentrum der österreichischen Stadt Graz befindet. Das bis heute als Opernhaus dienende, freistehende Gebäude wurde 1899 nach den Plänen des Wiener Architektenduos Fellner & Helmer als Ranglogentheater erbaut und ist nach der Wiener Staatsoper das zweitgrößte Opernhaus in Österreich.
Der gehobene Anspruch des Hauses artikuliert sich durch die monumentale Formensprache des Gebäudes und den opulenten, im Barock und Rokoko ausgestatteten, knapp 1.400 Plätze umfassenden Zuschauerraum.
Das Grazer Opernhaus ist ein Mehrspartenhaus und pflegt neben der Oper auch Ballett, Musical und Operette.

## Geschichte
Der Bau des Grazer Opernhauses wurde aus Anlass des Jubiläums von 50 Jahren Regentschaft Kaiser Franz Josephs I. gemäß zweier Gemeinderatsbeschlüsse vom Februar sowie Juli 1897 am 12. April 1898 begonnen; am 12. November 1898 fand die Gleichenfeier statt. Am Vormittag des 16. September 1899 wurde der Schlussstein gelegt und am Abend das Haus als Grazer Stadttheater mit Friedrich Schillers Wilhelm Tell eröffnet. Die erste Opernaufführung fand am Folgetag zur Eröffnung statt: Unter der musikalischen Leitung von Karl Muck (1859–1940) wurde Richard Wagners Lohengrin gegeben.
Geplant wurde der damals etwa 2.000 Plätze umfassende, im Zentrum der Stadt Graz (zwischen dem heutigen Opernring und dem Kaiser-Josef-Platz) stehende Bau von den Wiener Theaterarchitekten Ferdinand Fellner und Hermann Helmer. Die Bauleitung oblag der Baufirma Franz Stärk und Heinrich Loetz und dem städtisch ausführenden Architekten Ludwig Muhry (1861–1929).
Die Stadt Graz weist eine lange Operntradition auf: Bereits vor dem Bau der heutigen Oper aus dem Jahr 1899 fanden in Graz Aufführungen statt. Der erste Theaterbau war ein 1736 umgebautes Wirtschaftsgebäude der Hofstallungen des Kaiserhauses. In den wenig aufwendig ausgestalteten Räumlichkeiten lag der Fokus auf den Inszenierungen zeitgenössischer Theaterstücke und Opern. Aufgrund des Renommees, dessen sich die Vorstellungen erfreuten, wurde auf Anregung von Kaiserin Maria Theresia 1776 ein „Landständisches Theater“ am Freiheitsplatz errichtet. An dieser Stelle befindet sich das heutige Grazer Schauspielhaus, das seinen 1823 abgebrannten Vorgänger ersetzte.
1864 wurde ein zweites Theater, der unmittelbare Vorgänger der heutigen Oper Graz, eröffnet: das sogenannte Thalia am Stadtpark, ein zwölfeckiges Zirkusgebäude, das durch Zubau eines Bühnenhauses für den Theaterbetrieb adaptiert wurde.
Da beide Häuser jedoch nicht den baulichen und technischen Anforderungen eines damals zeitgemäßen Theaterbetriebs genügten, wurde in der Grazer Bevölkerung der Wunsch nach einem Theaterneubau laut. 1893 reagierte der Gemeinderat darauf und beauftragte das Architekturbüro Fellner & Helmer mit der Erstellung erster Pläne für das Projekt. Die Neuerrichtung eines städtischen Theaters wurde als Prestigeprojekt kommunaler Kulturpolitik angesehen und sollte in seiner architektonischen Gestalt die moderne Identität der Stadt Graz widerspiegeln. Vorbild für den Neubau war die Gestaltung der Wiener Hofoper.
Als Standort wurde der Platz neben dem Thalia, das weitgehend abgerissen wurde, ausgewählt. Für Fellner & Helmer war die Verwirklichung der Oper Graz der bis dahin dreißigste Theaterbau ihrer Karriere.
Aufgrund des begrenzten finanziellen Budgets konnten die umfangreichen Pläne der Architekten Fellner & Helmer nicht in der vorgesehenen Form realisiert werden. Entgegen der ursprünglichen Planung wurden weder ein an das Theater angrenzendes Konzerthaus noch ein kleines Volkstheater am Murufer umgesetzt.

## Architektur

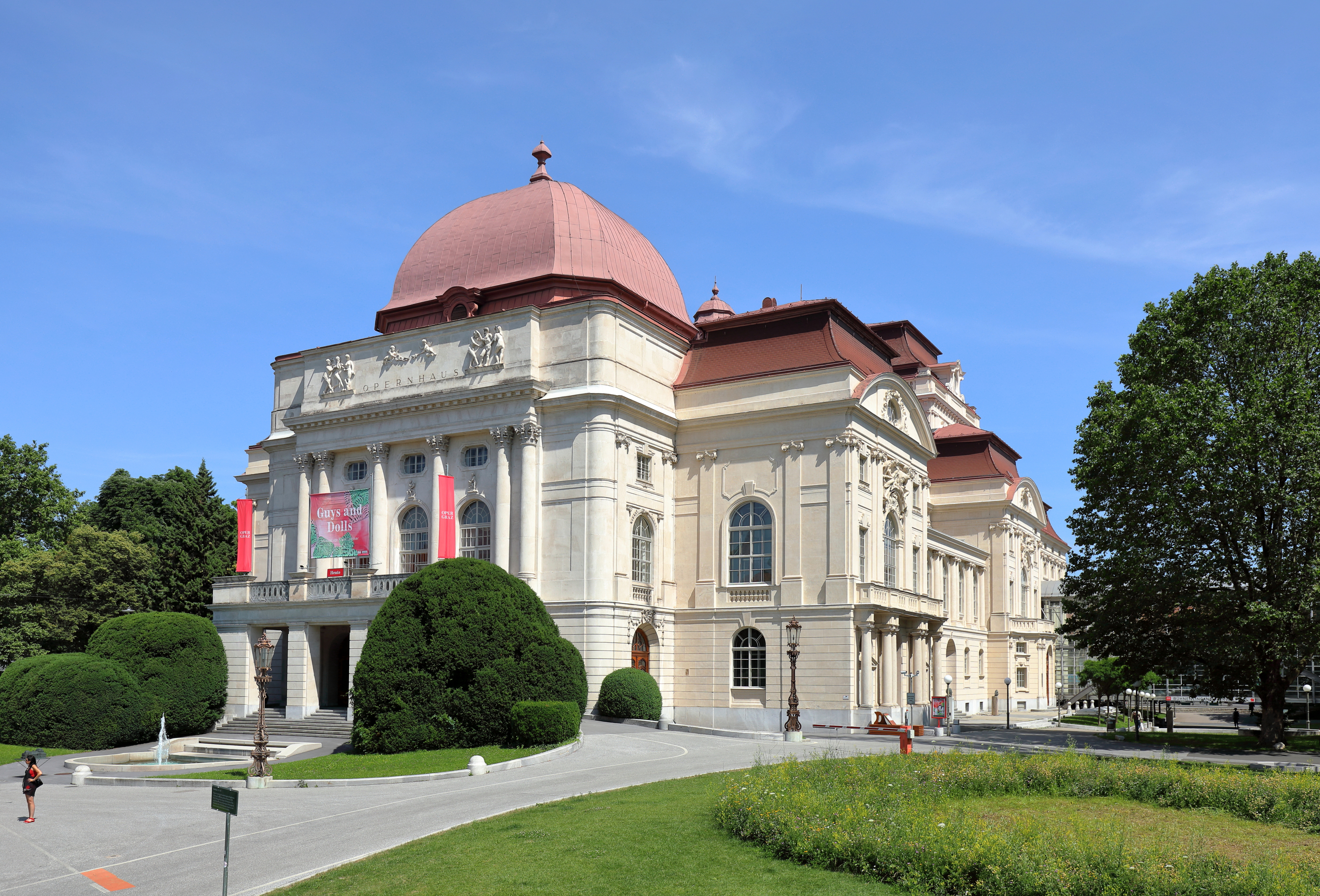
Westansicht der Oper Graz
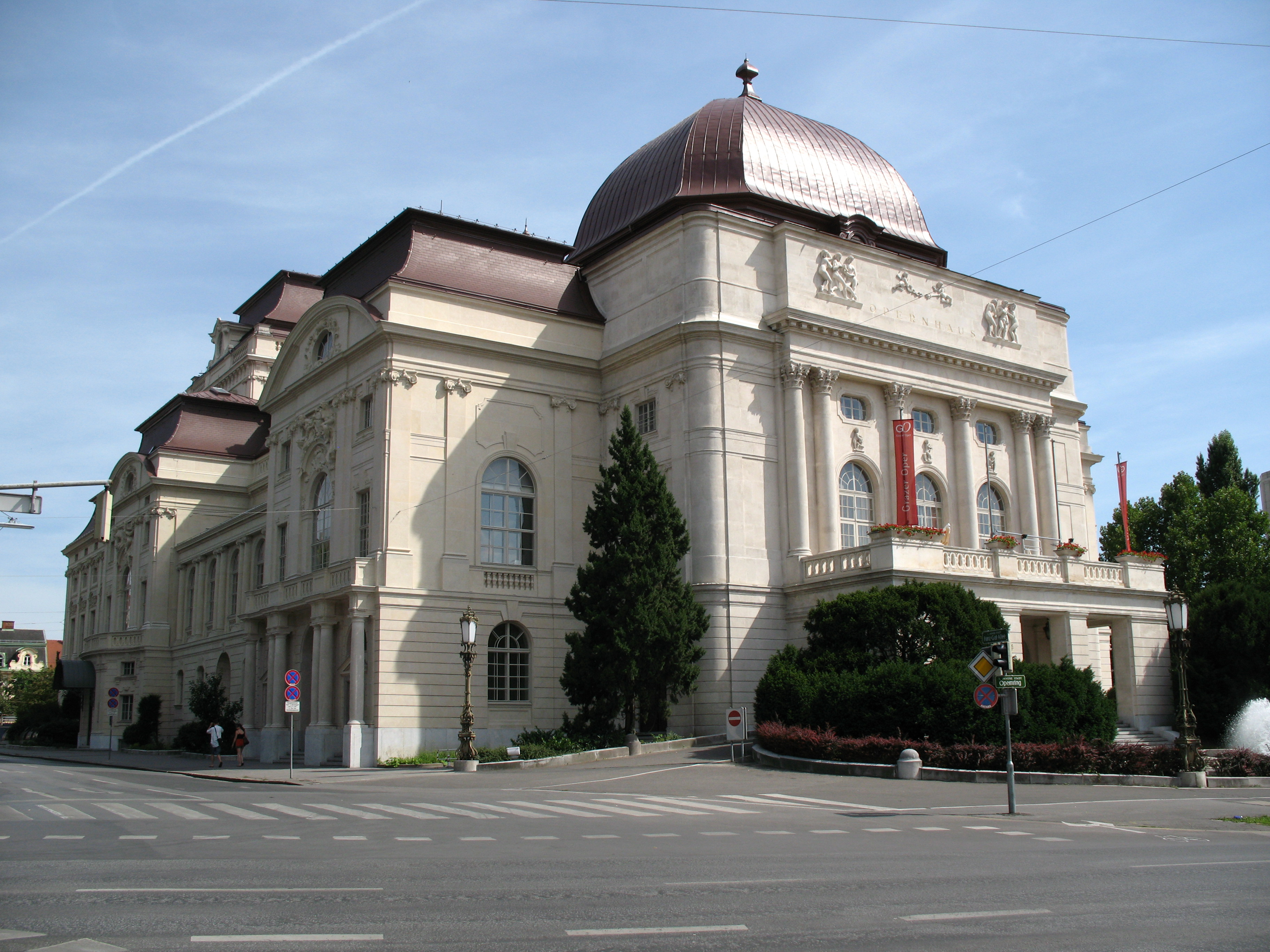
Nordwestansicht der Oper Graz

### Außenbau
Bei der Oper Graz handelt es sich um einen freistehenden Theaterbau mit einem vielfältig gegliederten Baukörper. Der Standort an einem städtebaulichen Gelenkpunkt zwischen Altstadt und Neustadt erforderte eine wirkungsvolle Ausrichtung nach allen Seiten. Das Eingangsportal schließt mit seinem kleinen Vorplatz an ein Parkstück am Opernring an, die Rückseite (das Bühnenhaus) grenzt an den Kaiser-Josef-Platz. Einen besonderen Akzent im Stadtbild setzt die Kuppel, die den Eingangsbereich bedeckt.
Entgegen einigen Forderungen von Anhängern deutsch-nationaler Interessen, wurde das Gebäude nicht im Stil der deutschen Renaissance (mit gotischen Anklängen) erbaut, sondern von Fellner & Helmer von Beginn an im Sinne des Historismus, im „Barockstil als einem ‚echt österreichischen Stile‘“ geplant und von der Stadt Graz auf der Gemeinderatssitzung im September 1897 entsprechend beschlossen.

„Der von den Architekten Fellner und Helmer aus Wien im Stile Fischer von Erlachs entworfene und ausgeführte Barockbau hat eine Länge von 81,50 Meter und eine größte Breite von 48 Meter und bedeckt eine Fläche von 3211 Quadratmeter.“

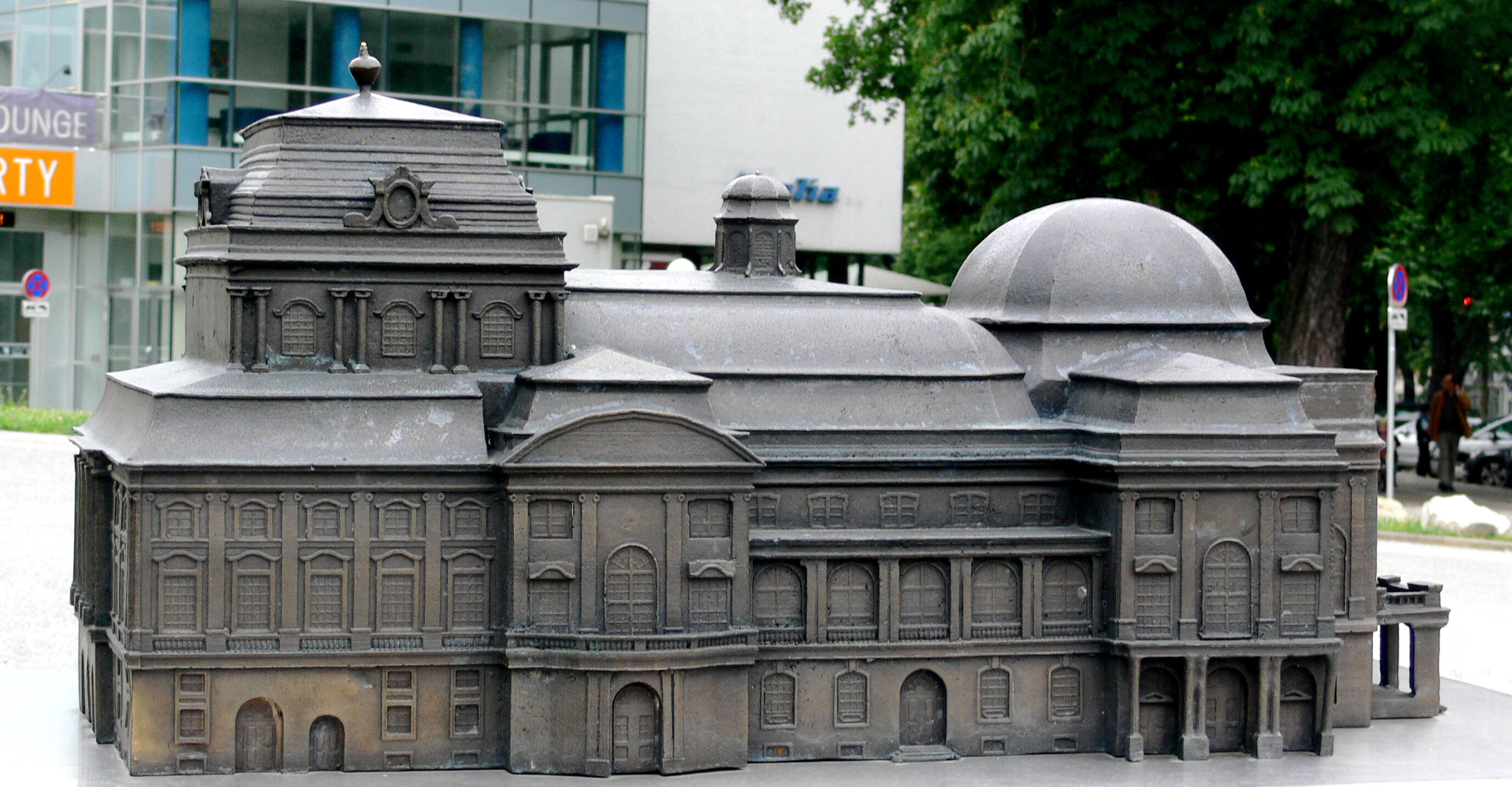
Bronzemodell der Oper Graz

Der länglich angelegte Baukörper weist eine dreiteilige Gliederung auf, die sich aus der Höhe der einzelnen Gebäudeteile ergibt und an den inneren Funktionen orientiert ist: der Eingangshalle, dem Auditorium sowie dem Bühnenhaus samt Nebenräumen. Die klare architektonische Hervorhebung des Bühnenteils, das die anderen Gebäudesegmente turmähnlich überragt, gründet in gesetzlichen Bestimmungen, die eine feuersichere Abgrenzung zwischen Auditorium und Bühnenbereich vorschreiben.
Dem inneren Gefüge entsprechend gestalteten Fellner & Helmer auch die Bedachung des jeweiligen Gebäudeteils. Durch ein oktogonales Kuppeldach wird der repräsentative Charakter der vortretenden Eingangshalle verstärkt, wohingegen der Zuschauerraum haubenförmig überdacht ist und an den querrechteckigen Bühnenturm anschließt, dessen Mansarddach den höchsten Punkt des Bauwerks darstellt und den Spielbereich akzentuiert.
Die in Graz anzutreffende Aufgliederung des Theatergebäudes in ihre zweckbestimmten Teile, setzt sich um die Jahrhundertwende des 19. und 20. Jahrhunderts durch. Besonders deutlich ist die Dreiteiligkeit, Ort der Begegnung, Ort der Sammlung und Ort der Handlung, beim Volkstheater in Wien (1888/89), ebenfalls von Fellner & Helmer, zu sehen. Frühe Vorläufer, die die Tendenz zur klaren Trennung räumlicher Funktionsbereiche bereits erkennen lassen, sind das Schauspielhaus am Gendarmenmarkt in Berlin (Karl Friedrich Schinkel, 1818–20) oder die Semperoper Dresden (Gottfried Semper, 1871 bis 1878).

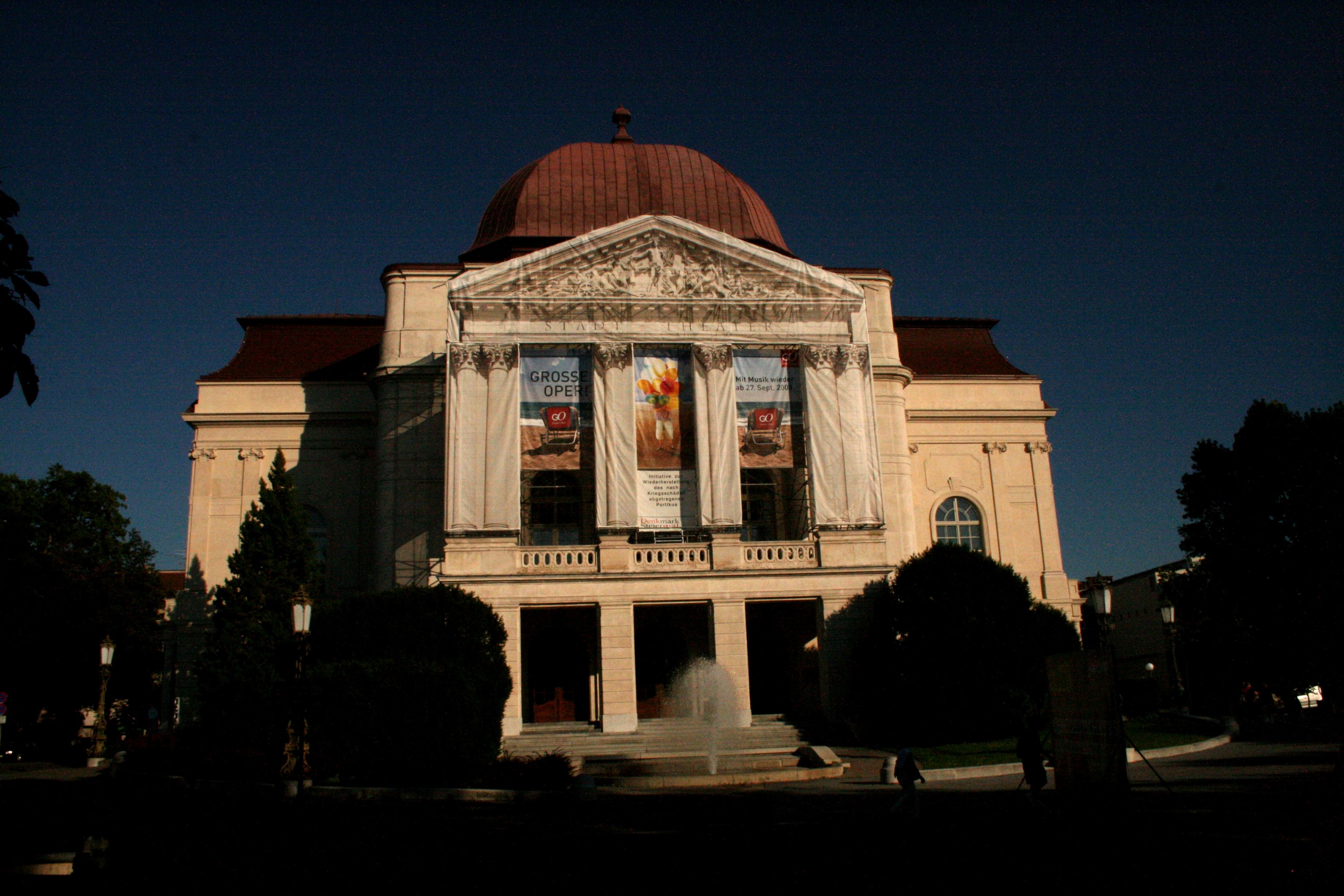
Grazer Oper mit Kopie des Portikus aus Stoff

### Fassadenbeschreibung
Dem gehobenen Anspruch der Oper Graz Ausdruck verleihend, trat der zweigeschoßige Mittelrisalit der Hauptfassade zum Opernring als klassischer Portikus in Erscheinung. Ein von sechs Komposit-Säulen getragener, figural ausgeschmückter Giebel überfing, in Anlehnung an einen antiken Tempel, einen Balkon über dem Haupteingang. In den Architrav zwischen Säulen und Giebel war der Schriftzug „Stadt-Theater“ integriert worden.
1944 zerstörte, im Zuge des Zweiten Weltkrieges, eine Fliegerbombe das obere Foyer und die Säulenhalle. Im Rahmen des Wiederaufbaus kam es zu keiner Rekonstruktion der Tempelarchitektur, was bis heute für Kontroversen sorgt. Der Verein „Denkmal Steiermark“ bemüht sich intensiv um eine Wiederherstellung des Portikus. Um dem zeitgenössischen Betrachter die ursprüngliche Optik zu veranschaulichen, wurde die Tempel-Architektur aus Stoff nachgestellt auf ein Gerüst gespannt und über dem offenen Balkon errichtet.
Weitere Restaurierungen des Gebäudes wurden bereits vor dem Zweiten Weltkrieg vorgenommen, im Zuge derer es zu einer Reduktion der skulpturalen Ausschmückung an den Außenfassaden kam. Betroffen waren davon, neben den Plastiken „Der Schmerz“ und „Die Heiterkeit“, unter anderem die „Ruhmverkündende Muse“ sowie die „Bacchantengruppe“ von Ernst Hegenbarth, die als figurale Fensterbekrönungen am Mittelrisalit der Hauptfassaden (Vorder- und Rückseite) fungierten.
Die Seitenfassaden des Opern-Gebäudes sind gleichartig gestaltet und in Länge wie Höhe symmetrisch unterteilt. Paarweise treten auf der rechten wie linken Gebäudeseite Risalite hervor, die mit vorgestellten Säulen im Erdgeschoß und Pilastern im Obergeschoß betont sind und nach oben hin mit einem Rundgiebel abschließen. Zwischen diesen gleichartigen Risaliten entfaltet sich das Zuschauerhaus dessen Obergeschoß im Vergleich zum Hauptgeschoß um Terrassenbreite zurückgesetzt ist.
Ausdruck des Historismus ist die Verwendung von in regelmäßigen Abständen angeordneten Pilastern im oberen Stockwerk und Dreiviertelsäulen an den Außenwänden des Untergeschoßes. Aufgelockert werden die Fassaden zudem von zahlreichen Bogenfenstern, welche sich zwischen den Pilastern und Säulenelementen befinden und teils figürlich umrandet sind.
Die dem Kaiser-Joseph-Platz zugewandte Rückseite der Oper wiederholt weitgehend das Fassadenmotiv der Gebäudefront und ist ebenso repräsentativ. Im Unterschied zur Hauptfassade ist hier jedoch das Tempelmotiv am Mittelrisalit kaum hervortretend und ohne Balkon.
Der überwiegend in seinem Originalzustand befindliche Baukörper wurde nur vereinzelten Veränderungen ausgesetzt, die unter praktischen Gesichtspunkten Umsetzung fanden. So kam es in den 1980er Jahren zu einer Erweiterung der Oper Graz: Nach den Plänen des Architekten Günther Wawrik, der einen dazu ausgeschriebenen Wettbewerb für sich entscheiden konnte, verbindet seitdem eine verglaste Stahlbrücke die Oper mit einem neuen Kulissendepot, welches in dem alten Bühnenhaus des ehemaligen ‚Thalia‘-Theaters Platz gefunden hat.
Das Grazer Opernhaus vereint diverse Architekturmotive, bleibt im Ganzen aber seiner historisierten, neobarocken Formsprache treu. Es besticht als harmonische, erhabene Gesamterscheinung, die einem Theaterbau, als Haus der Künste, adäquat ist.

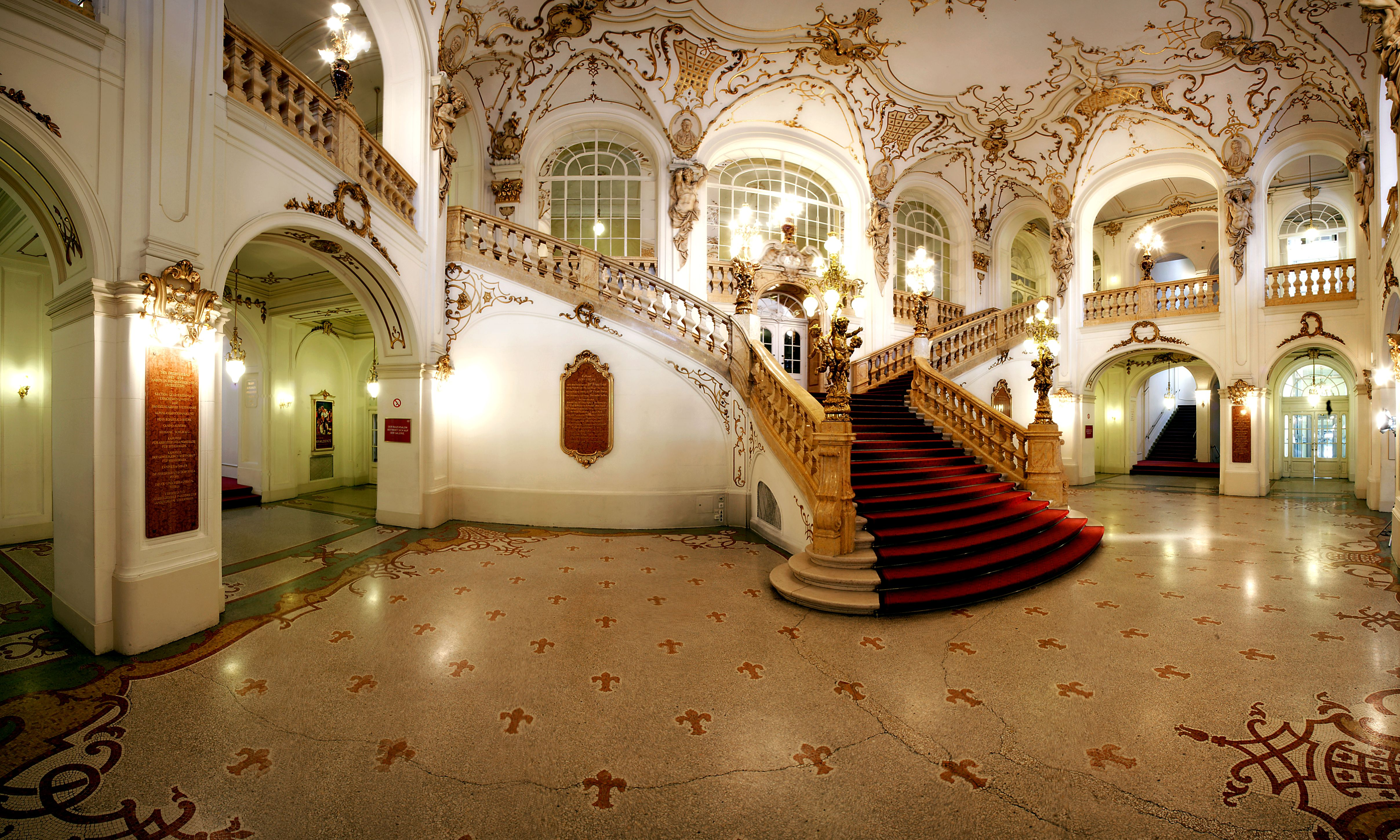
Treppenhalle der Oper Graz

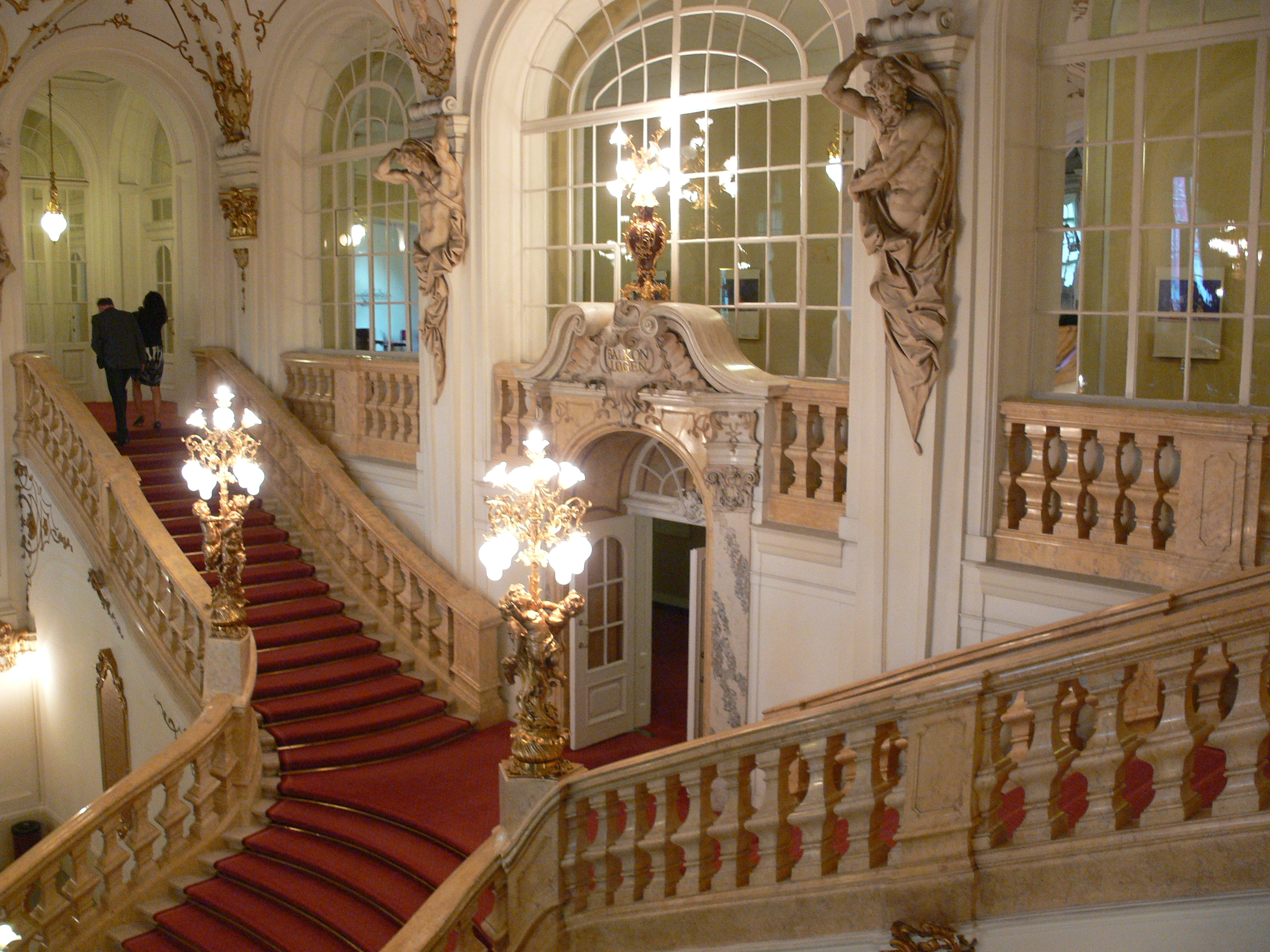
Festtreppe

### Innenarchitektur und -ausstattung
Drei Haupt- und zwei seitliche Nebeneingänge führen in das Innere des Opernhauses, zur prunkvollen, lichtdurchfluteten Eingangshalle mit der zentralen Haupttreppe sowie zwei separaten Seitenaufgängen. Die Treppenhalle gilt als Mittelpunkt, da die Haupt- wie auch die beiden Nebentreppen hier zu einer großen, repräsentativen Raumkomposition zusammengefasst sind.
Die dekorative Haupttreppe beginnt mit einem ausladenden Mittellauf und teilt sich von einem Podest in zwei Treppenarme, die zu den umlaufenden Galerien der oberen Etage führen. Auch zweigen von dort die Zugänge zu den Balkonlogen des Zuschauerraums ab. Die Verwendung einer zentralen Festtreppe findet sich ebenfalls im Wiener Opernhaus, das dem Grazer Bau als Vorbild diente. Verstärkt wird der barock-festliche, repräsentative Charakter des Gebäudeinneren durch die opulente Auszierung der Treppenhalle, mit weißem Marmor, Goldornamenten und skulpturalen Bronzekandelabern an den Balustraden. Diese Art der Gestaltung ist kennzeichnend für das Bauschaffen der Architekten Fellner & Helmer, wenn es um Häuser mit besonders gehobenen Ansprüchen geht.

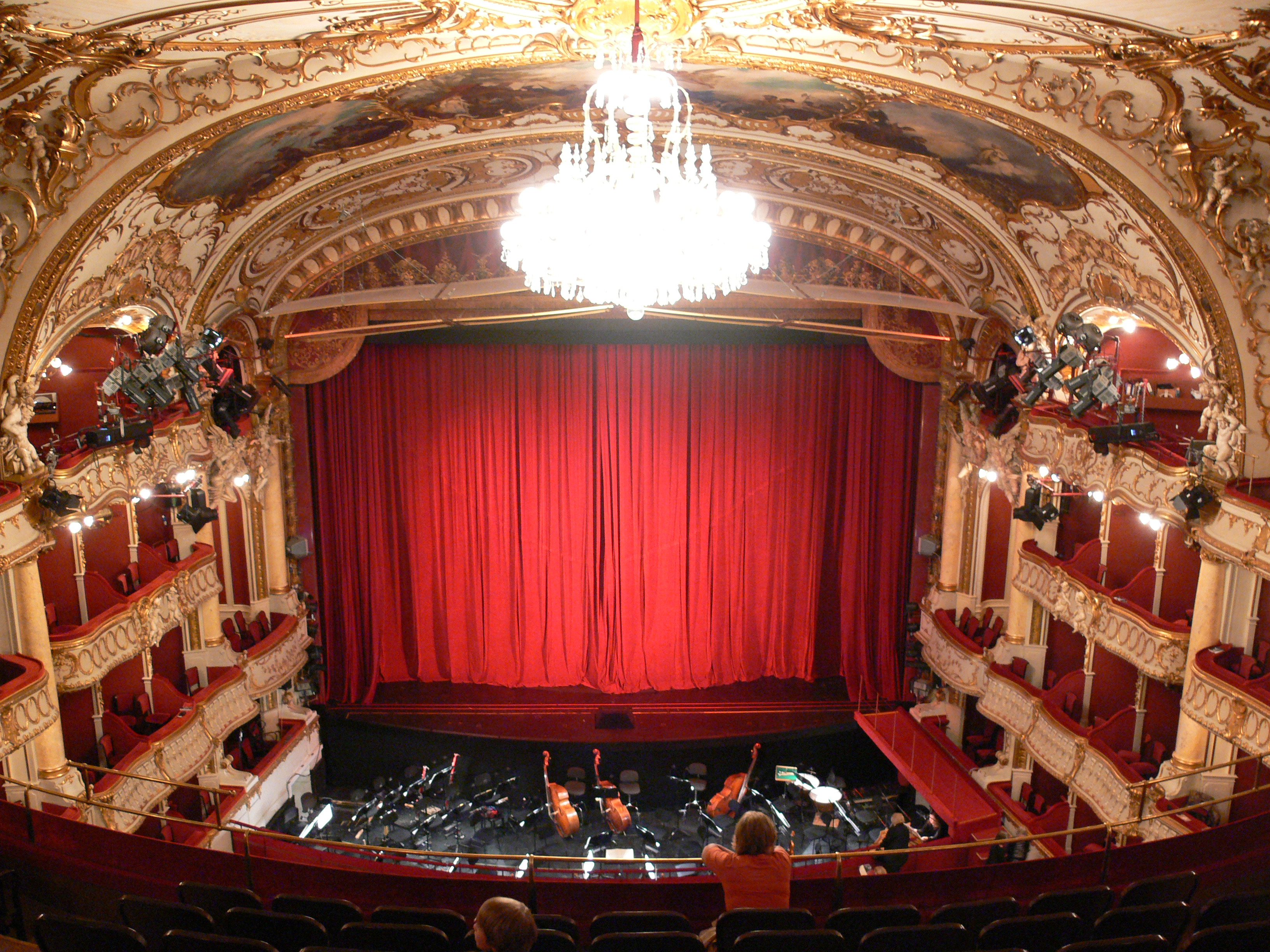
Blick zur Bühne

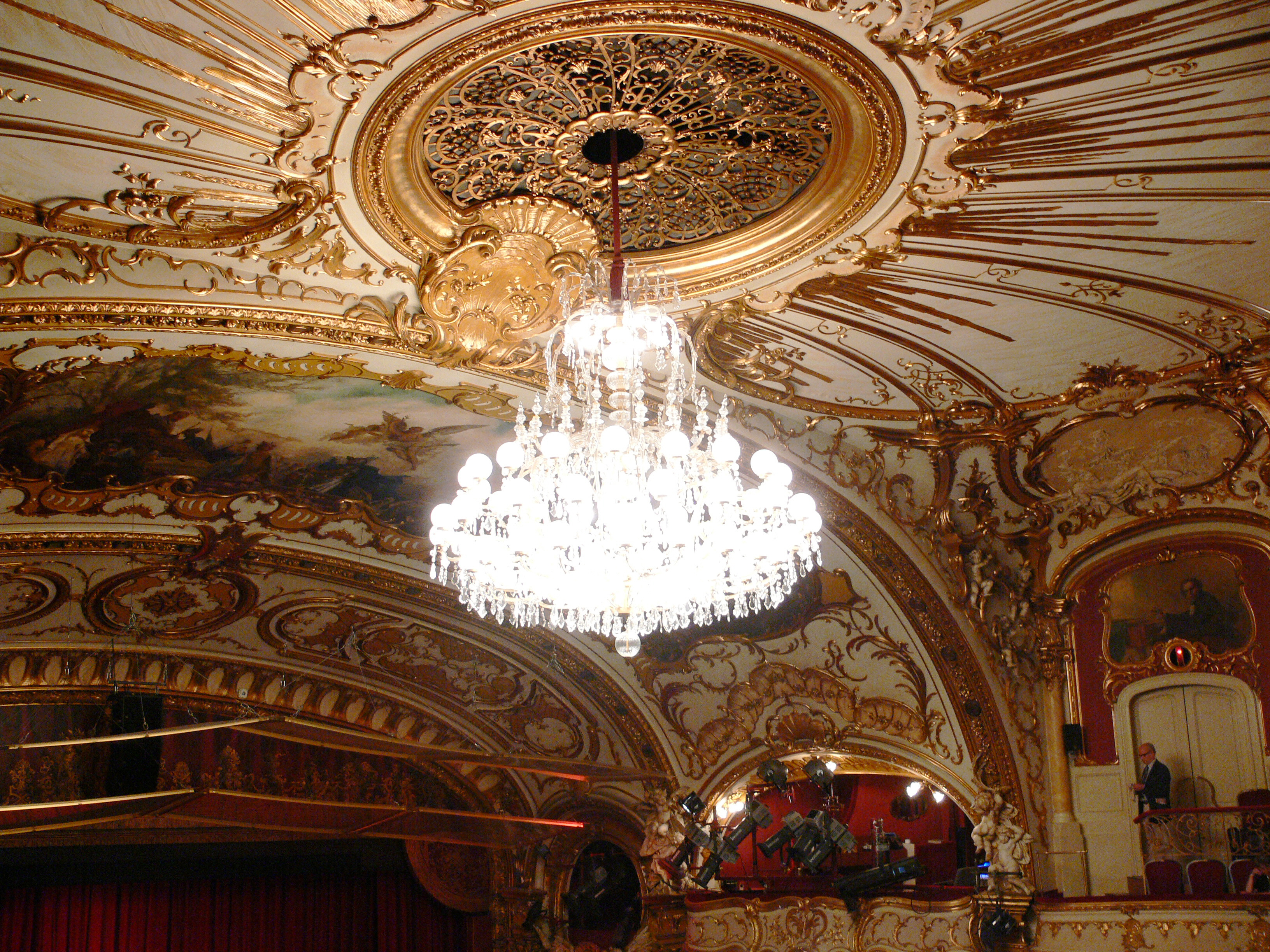
Zuschauerraum

Fortgeführt wird die im Barock und Rokoko gehaltene Ausschmückung im hufeisenförmig angelegten Auditorium, das als Kombination aus Balkon- und Ranglogentheater konzipiert ist. Dort dominieren die ‚typischen‘ Theaterfarben Weiß, Gold und Rot. Daneben finden sich an Wänden und Decken hochdekorative, vergoldete Stuckverzierungen, die ein dreiteiliges Deckengemälde von Hugo Löffler umrahmen. Das mittlere Deckengemälde stellt die Ankunft Lohengrins (aus Richard Wagners Lohengrin) dar, das flankiert wird von Szenen aus Schillers Wilhelm Tell und Goethes Faust. Verantwortlich für das feingliedrige Rankenwerk, die Rocailleformen und Bänder, die Wände, Pfeiler, Stichkappen und Wölbungen überziehen, ist das Wiener Atelier Ludwig Structius.
Die flach gewölbte Decke fällt zur Bühne hin schräg ab. Mehrere Gurtbögen unterteilen das Deckengewölbe und akzentuieren damit den vorderen Zuschauerbereich sowie das Proszenium und die Hauptbühne.
In dem Zuschauerraum finden sich etwa 1.400 Besucherplätze. Mittig, der Bühne gegenüber, ist ein durchlaufender, zweigeschoßiger Balkon angelegt, der von den Logenrängen eingerahmt wird. Unmittelbares Vorbild hierfür, ist der Saal des Lustspieltheaters in Budapest (1886/1887) von Fellner & Helmer. Über dem Doppelbalkon steigt ein großer Galeriebalkon auf, der sich seitlich bis zum Proszenium ausdehnt. Verbunden sind Balkone und Logen mit luxuriösen, reich ausgeschmückten Ecklogen.
Im Parterre, vor dem Proszenium, sind einander gegenüberliegende Prunklogen mit eigenen Eingängen und Foyers, die zur Zeit der Erbauung besonderen Gästen vorbehalten waren. Diese Anordnung der Ehrenlogen wurde von Fellner & Helmer dem, ebenfalls von dem Architektenduo entworfenen, Wiener Stadttheater nachempfunden und ist ein weiteres Zeugnis der herrschaftlichen Innenarchitektur.
Der glanzvollen Ausgestaltung der Oper Graz konnte sich 1899 auch die zeitgenössische Presse nicht entziehen und schrieb am Eröffnungstag in der Tagespost:

„Da müssen wir nun sagen, daß bei Allen, die auch in das Innere des Hauses zu schauen Gelegenheit fanden, nur eine Stimme des Lobes und der bewundernden Anerkennung ist. Hat das Auge schon von außen den Anblick eines prächtigen Monumentalbaues aufgenommen (…), so ist die Wirkung des Inneren auf das Auge des Eintretenden eine noch stärkere, geradezu überwältigende. Eine reiche Farbenpracht (…), breitet hier ihren glänzenden Schimmer aus und ein Reichtum der Ausstattung mit den Mitteln der Kunst (…) tritt uns entgegen (…). (…) dieses nach den Gesetzen der Schönheit auferbaute und nach den Forderungen der Zweckmäßigkeit eingerichtete Haus macht zunächst der Firma Fellner & Helmer Ehre, die auf diesem Gebiete einen Weltruf erlangt hat (…).“

## Kulturpolitische Gestaltungselemente
Der erhaben-imposante Charakter der Oper Graz ist nicht nur Ergebnis der Gesamtarchitektur, sondern wird durch die figurale und bildliche Ausschmückung an und in dem Gebäude vervollständigt. Reliefs, Plastiken und Inschriften verweisen dabei auf die Funktion des Bauwerkes als Haus der Darstellenden Künste. Einzelnen Gestaltungselementen wohnt zudem eine kulturelle (Repräsentations-)Komponente inne, da sich in ihnen die Identität und das Wesen der Stadt widerspiegeln.
Erster Blickfang für den Besucher beim Betreten der Oper ist das Tympanon an der Hauptfassade. Es weist eine stark plastische Reliefdarstellung des griechischen Gottes Apollo auf. Dieser Gott des Ästhetischen und der Musik, ist umgeben von Figuren der Darstellenden Künste, wie Thespis mit seinem Karren oder den Musen der Tragödie und Komödie. Die Bedeutung und Bestimmung des Bauwerks wird durch diese Ausgestaltung auf das Äußere übertragen und sichtbar gemacht.
Der Bedeutungsgehalt der architektonischen Sprache der Oper Graz geht jedoch noch über diesen kulturellen und ästhetischen Gesichtspunkt hinaus und weist eine politische Dimension auf. Ende des 19. Jahrhunderts entwickelte sich in Graz ein zunehmender Deutschnationalismus und damit das Bedürfnis, diese nationale Programmatik in der Theaterarchitektur abzubilden. Inschriften mit Zitaten von Richard Wagner und Friedrich Schiller am zentralen Bühneneingang zum Kaiser-Josef-Platz, sollten die Ausrichtung städtischer Theaterpolitik verdeutlichen. Zudem kann diese Hervorhebung von Wagner und Schiller als Anlehnung an die ersten beiden Aufführungen in der Oper Graz verstanden werden. Mit Schillers Wilhelm Tell wurde der Spielbetrieb am 16. September 1899 eröffnet und am darauffolgenden Tag fand mit Wagners Lohengrin die erste Operninszenierung Einzug in das Gebäude.
Weitere personenbezogene Gestaltungselemente finden sich in Form von, auf Steinsockeln angebrachten Bronzebüsten von Ludwig van Beethoven und Richard Wagner an der Westfassade des Gebäudes.
Als Verweis der fortschrittlich-liberalen Einflüsse, kann die Ikonografie des ursprünglichen Bühnenvorhangs gedeutet werden. Ein Triptychon des Malers Alexander Rothaug zeigte in einer allegorischen Darstellung der Göttin des Lichts mit dem Schild der Reinheit und der ewig leuchtenden Fackel, den Sieg des Lichts über die Finsternis.

## Die Spielstätte

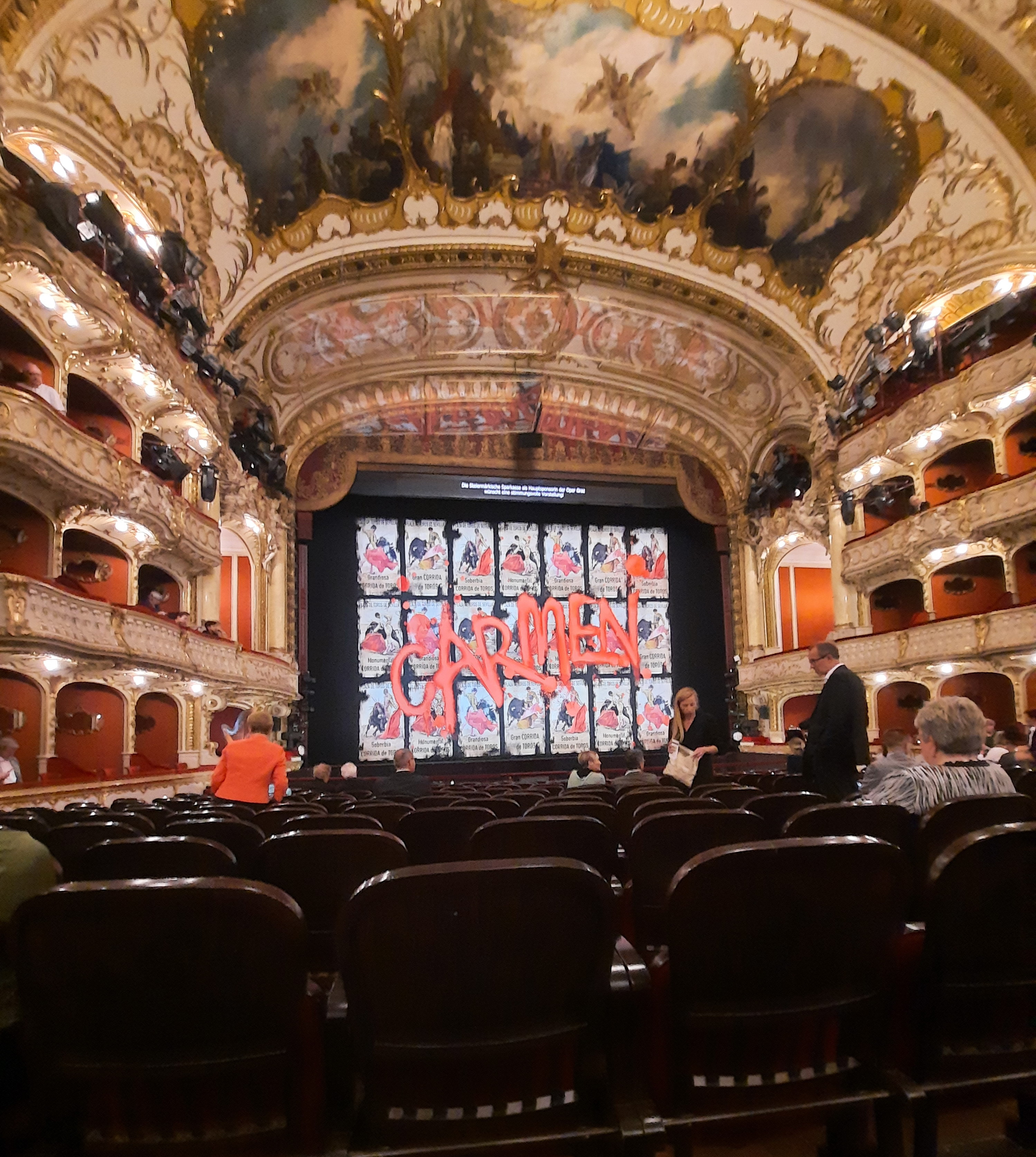
Opernhaus Graz, Zuschauerraum vor der letzten Aufführung von Carmen (Ballett)

Abgesehen von der Unterbrechung wegen einer umfangreichen Renovierung in den Jahren 1983 bis 1985, in welcher das Haus in einer behutsamen Sanierung den modernen bühnentechnischen Entwicklungen angepasst wurde, wurde das Haus bis heute durchgehend bespielt und ist zu einem Zentrum der südösterreichischen Musikkultur geworden. Gewürdigt wurde dies mit der Wahl der Grazer Oper zum „Opernhaus des Jahres 2001“. Neben dem Stefaniensaal ist es auch Heimstätte des Grazer Philharmonischen Orchesters.

### Uraufführungen
- Orpheus ex Machina, Musik von Iván Eröd, Libretto von Peter Vujica (15. Oktober 1978)
- Narcissus, Musik von Beat Furrer, Text nach Ovid, Deutsch von Beat Furrer (1. Oktober 1994)
- Tod und Teufel, Musik von Gerd Kühr, Libretto von Peter Turrini (17. September 1999)
- Till Eulenspiegel, Kindermusical von Konstantin Wecker (8. November 2006)
- Der Liebe Schlaf – ein Dornröschen Ballett, Choreographie von Jörg Weinöhl (10. Oktober 2015)[28]
- Und der Himmel so weit – ein Ballettabend für Franz Schubert, Choreographie von Jörg Weinöhl (1. April 2016)[29]
- Nussknacker und Mäusetraum, Choreographie von Jörg Weinöhl (3. Dezember 2016)[30]
- Kontrapunkt. Auf der anderen Seite von Bach, Choreographie von Jörg Weinöhl (7. April 2017)[31]
- Meine Seele hört im Sehen, Choreographie von Jörg Weinöhl (13. Oktober 2017)[32]
- Sommernacht, geträumt, Choreographie von Jörg Weinöhl (5. Mai 2018)[33]
- Carmen, Choreographie von Beate Vollack (11. Februar 2023)[34][35]

### Intendanten
- Otto Purschian (1899–1903)
- Alfred Cavar (1903–1908)
- Heinrich Hagin (1908–1911)
- Julius Grevenberg (1911–1923)

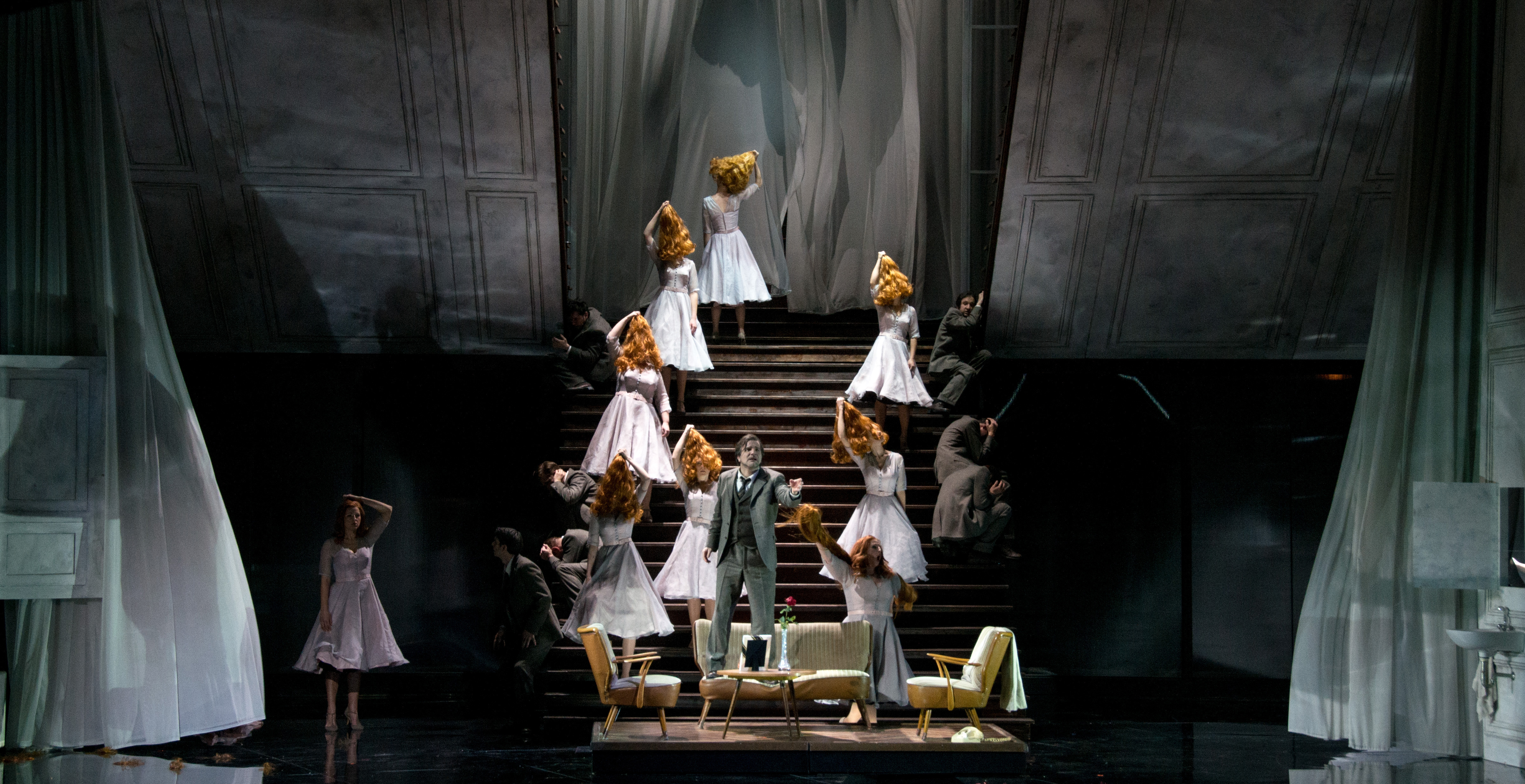
Die tote Stadt in einer Inszenierung von Johannes Erath, 2015
Foto: Francisco Peralta Torrejón

- Von 1924 bis 1926 wurde die Geschäftsleitung der Grazer Oper durch die Stadt Graz wahrgenommen, ehe der Betrieb bis 1928 eingestellt wurde.
- Felix Knüpfer (1929–1932)
- Helmuth Ebbs (1932–1933)
- Herbert Furegg (1933–1936)
- Viktor Pruscha (1936–1938)
- Willy Hanke (1938–1939)
- Rudolf Meyer (1939–1944)
- Helmuth Ebbs (1946–1949)
- Alfred Huttig (1949)
- Viktor Pruscha (1950–1954)
- André Diehl (1955–1965)
- Karlheinz Haberland (1966–1969)
- Reinhold Schubert (1969–1972)
- Carl Nemeth (1972–1990)
- Gerhard Brunner (1990–2001)
- Karen Stone (2001–2003)
- Jörg Koßdorff (2003–2009)
- Elisabeth Sobotka (2009–2015)
- Nora Schmid (2015–2023)[36]
- Ulrich Lenz (ab 2023)[36]

### Dirigenten
Unter den wichtigsten Dirigenten, die in Graz am Opernhaus und mit den Philharmonikern wirkten, sind neben vielen anderen zu nennen: Herbert Albert, Nikša Bareza, Rudolf Bibl, Michael Boder, Adrian Boult, Wolfgang Bozic, Karl Böhm, Miltiades Caridis, Sergiu Celibidache, Gustav Cerny, André Cluytens, Ádám Fischer, Johannes Fritzsch, Lamberto Gardelli, Walter Goldschmidt, Peter Gülke, Leopold Hager, Milan Horvat, Philippe Jordan, Oswald Kabasta, Dirk Kaftan, Berislav Klobučar, Maximilian Kojetinsky, Clemens Krauss, Fabio Luisi, Oksana Lyniv, Bruno Maderna, Lovro von Matačić, Arnold Östman, Argeo Quadri, Hermann Scherchen, Ulf Schirmer, Peter Schneider, Peter Schrottner, Edgar Seipenbusch, Stefan Soltesz, Robert Stolz, Hans Swarowsky, Arturo Tamayo, Mario Venzago und Günter Wich.

## Rezeption/Einordnung
„Es schien, als sollte die vollkommenste, die volksthümlichste, die segenreichste Kunst in unserer lieben Stadt nimmermehr ein würdiges Obdach finden. Nun ist ihr ein Palast errichtet, voll Pracht und voll Traulichkeit. Die Götter sind verstummt, und die gewohnheitsmäßigen Uebelredner werden ihrem Beispiel folgen müssen.“

So huldigte das Grazer Tagblatt dem Stadttheater am Tag der Schlusssteinlegung, dem 16. September 1899, und bringt damit zum Ausdruck, dass das neue Theater hinsichtlich seiner Monumentalität und Architektur zu den bedeutendsten Bauten der Habsburgermonarchie zählt.
Die Oper Graz (ehemals Stadttheater) entstand auf dem Höhepunkt der Schaffensperiode der Theaterarchitekten Fellner & Helmer. Es ist der dreißigste von insgesamt 48 Theaterbauten, die von 1870 bis 1914 in Mittel- und Osteuropa, unter der Leitung der beiden Architekten entstanden und zählt zu den repräsentativsten Bauten Fellner & Helmers. Die monumentale Barockarchitektur mit klassizistischen Anklängen, wurde trotz kleinerer technischer Modernisierungen (die vor allem die Akustik und die Bühnentechnik im Innenraum betrafen) beibehalten und verleiht dem Gebäude auch nach über 100 Jahren einen besonderen Glanz.